# Figura retoryczna
Figura retoryczna (figura stylistyczna, postać mowy) – środek ekspresji językowej wzmacniający emocjonalność, obrazowość języka, polegający na stosowaniu ozdobnych zwrotów lub wyrażeń.
Ze względu na pełnione funkcje wyróżniane są:
- figurae ad delectandum – figury retoryczne, które urozmaicając styl mają sprawiać przyjemność odbiorcy; należą do nich: apostrofa, hypotypoza, prozopopeja, etopeja
- figurae ad docendum – figury retoryczne pouczające; należą do nich: sustenatio, communicatio, correctio
- figurae sententiarum – figury retoryczne służące kwiecistości stylu; należą do nich: repetitio, conversio, complexio, conduplicatio, gradatio, synonimia, traductio, polisyndeton, reticentia, adiunctio, disiunctio, paronomasia, similiter cadens, similiter desinens.

Inny podział to:
- figury myśli, polegające na zmianie znaczeń
- figury słowne, zestawiające brzmienia wyrazów
- figury namiętności, mające wywoływać emocje
- gramatyczne, modyfikujące składnię
- zwroty retoryczne, stosowane w celu wzmocnienia wyrazu wypowiedzi

Podział ten nie jest ścisły, ponieważ ta sama figura może pełnić równocześnie różne funkcje.

## Przegląd figur retorycznych
- adiunctio = (przyłączenie)
- alegoria
- aliteracja
- aluzja = napomknienie
  - brzmieniowa
  - historyczna
  - literacka
  - mitologiczna
- amplifikacja = rozszerzenie
- communicatio = gr. anakoinosis = odwołanie się do słuchaczy
- anakolut
  - anantopodon
- anastrofa = epanastrofa
- animizacja = ożywienie
- annominacja
- antygradacja = antyklimaks
- antymetabola = anatylepsja = łac. commutatio
- antyteza
  - antymetateza = odwrotnia = łac. reversio
- aporia (gr.) = łac. dubitatio = powątpiewanie
- apostrofa = metabaza
- asyndeton
- brachylogia = brewilokwencja
- chiazm
- correctio (łac.) = poprawienie się = gr. epanortesis = sprostowanie
- deprecatio = błaganie
- dialogizm
- dysjunkcja = łac. disiunctio
- elipsa = wyrzutnia
- emfaza
- enallage
- enumeracja = wyliczenie
- epanodos = epanodus
- epexegesis = apozycja
- epifonem
- epifraza
- epitet = określenie poetyckie
- erotema
- eufemizm
- eufuizm
- gra słów
- gradacja = stopniowanie
  - klimaks
- hendiadys
- hiperbola = łac. superlatio = przesadnia
- homoioteleuton = łac. similiter desinens = podobieństwo zakończeń
- hypallage
- hyperbaton
- hysteron-proteron = histerologia = uwcześnienie
- inwersja = hiperteza = metateza = przestawnia = szyk przestawny
- inwokacja = wezwanie
- ironia = łac. dissimulatio
- katachreza
- litota = gr. litotes
- metabola
- metafora = gr. metaphora = łac. translatio = przenośnia
- metalepsja
- metonimia = łac. denominatio = zamiennia
  - antonomazja = łac. pronominatio
- morfizacja = upostaciowienie
- nagromadzenie = accumulatio = congeries
- niedomówienie = niedopowiedzenie
- oksymoron = antylogia = epitet sprzeczny
- onomatopeja = dźwiękonaśladownictwo = harmonia naśladowcza
- opisanie = hypotypoza = gr. hypotyposis = łac. descriptio
- opuszczenie = paralipsa = pominięcie = łac. praeteritio
- paronomazja
- personifikacja = uosobienie
- peryfraza = omówienie
- pleonazm = tautologia
- polisyndeton
- porównanie = łac. comparatio
- powtórzenie
  - anadiploza = łac. geminatio, conduplicatio = palilogia = podwojenie
  - anafora = epanafora = łac. repetitio
  - diafora
  - epanalepsa = gr. epanalepsis = powtórzenie bezpośrednie
  - epifora = epistrofa = łac. conversio
  - poliptoton = figura etymologiczna
  - symploka = łac. complexio
- prolepsis = łac. anteoccupatio = antycypacja, uprzedzenie kontrargumentacji
- przejścia = łac. transitiones
- przekleństwo = łac. imprecatio
- przysięga = łac. obsecratio
- retardacja = opóźnienie
- similiter cadens
- sustenatio = napięcie
- syllepsis
- symbol
- synekdocha = łac. comprehensio = ogarnienie
  - pars pro toto
  - totum pro parte
- synonimia
- tapeinoza = łac. deminutio
- wyznanie = łac. confessio
- zaklęcie = łac. obsecratio
- zamilknięcie = aposjopeza = łac. reticentia
- zeugma
- zezwolenie = łac. concessio
- zwroty retoryczne
  - wykrzyknienie retoryczne = gr. eophonesis = łac. exclamatio
  - pytanie retoryczne = łac. interrogatio